# كأس الاتحاد الأوروبي 2006–07
كأس الاتحاد الأوروبي 2006–07 (بالإنجليزية: 2006–07 UEFA Cup)‏ هو الموسم السادس والثلاثون من كأس الاتحاد الأوروبي.
حقق إشبيلية الإسباني لقب البطولة للمرة الثانية في تاريخه بعد فوزه في النهائي على مواطنه إسبانيول بركلات الترجيح 3-1 بعد التعادل بنتيجة 2-2.
هداف البطولة هو والتر باندياني، مهاجم نادي إسبانيول، بـ11 هدفًا.